# ランバイエケ

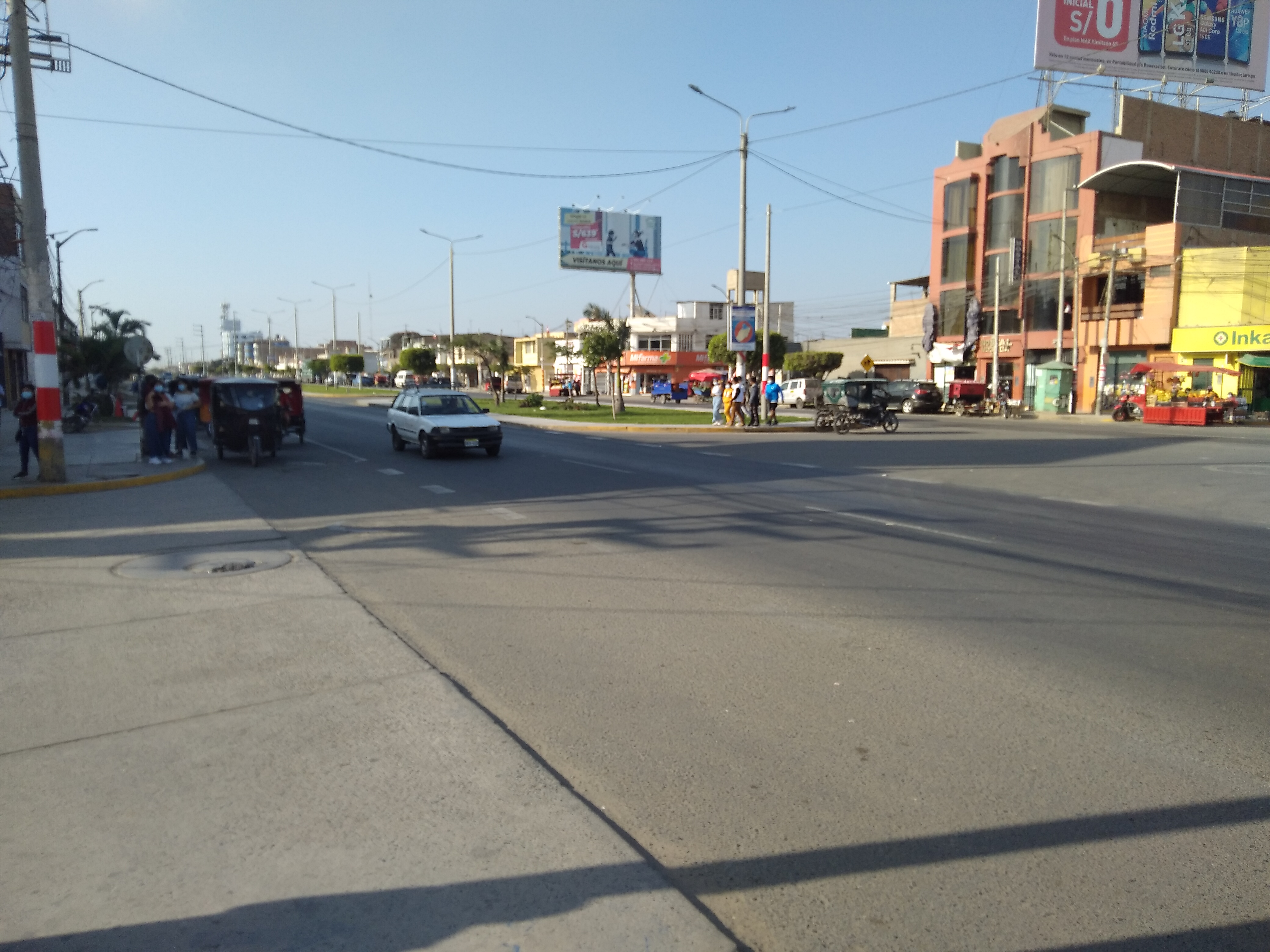
ランバイエケのダウンタウン。市内で最も商業的な動きのある地域で、チクラーヨと接続するパナメリカーナノルテ高速道路が交差している。

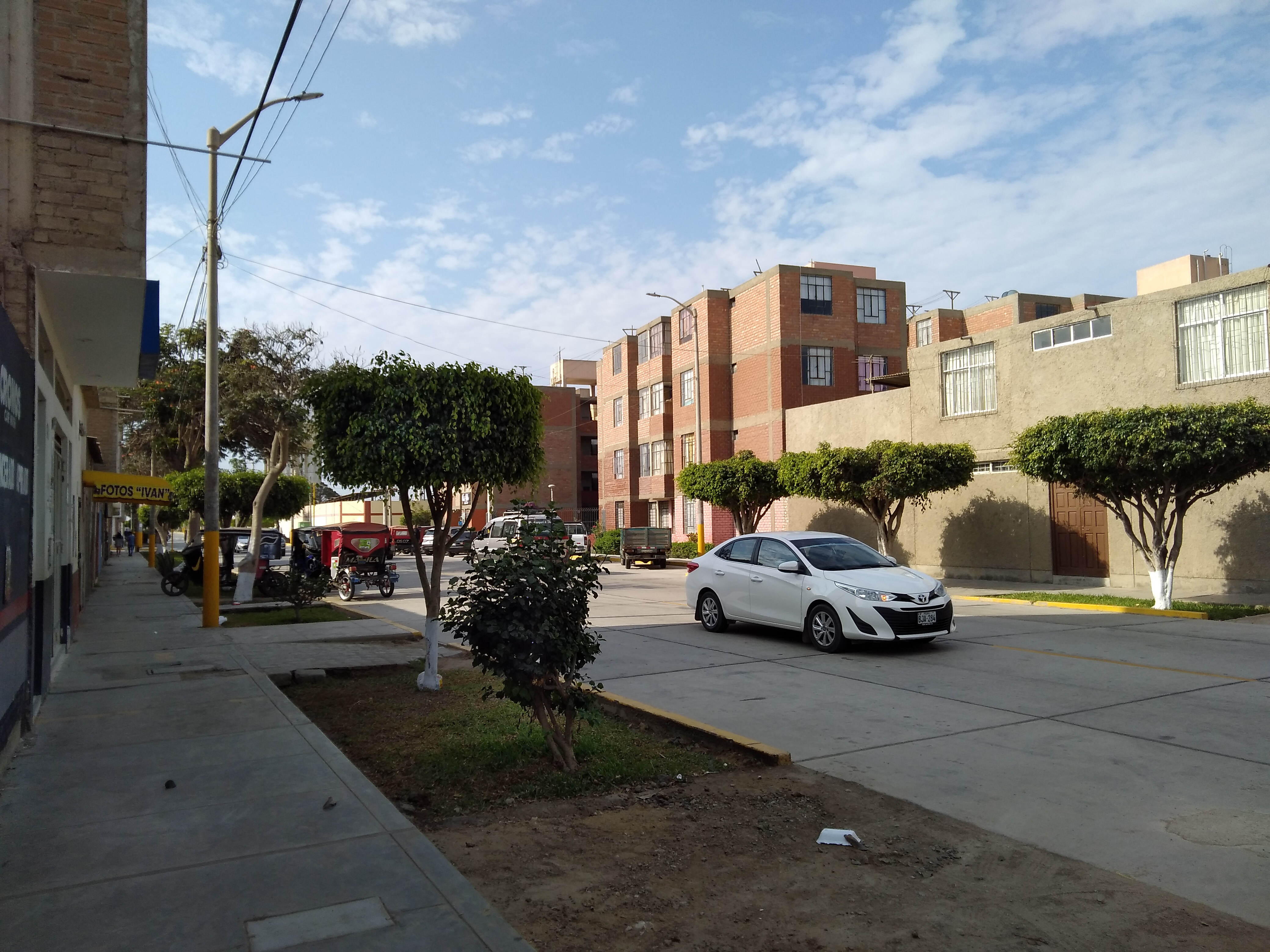
ウアマチュコアベニュー通り

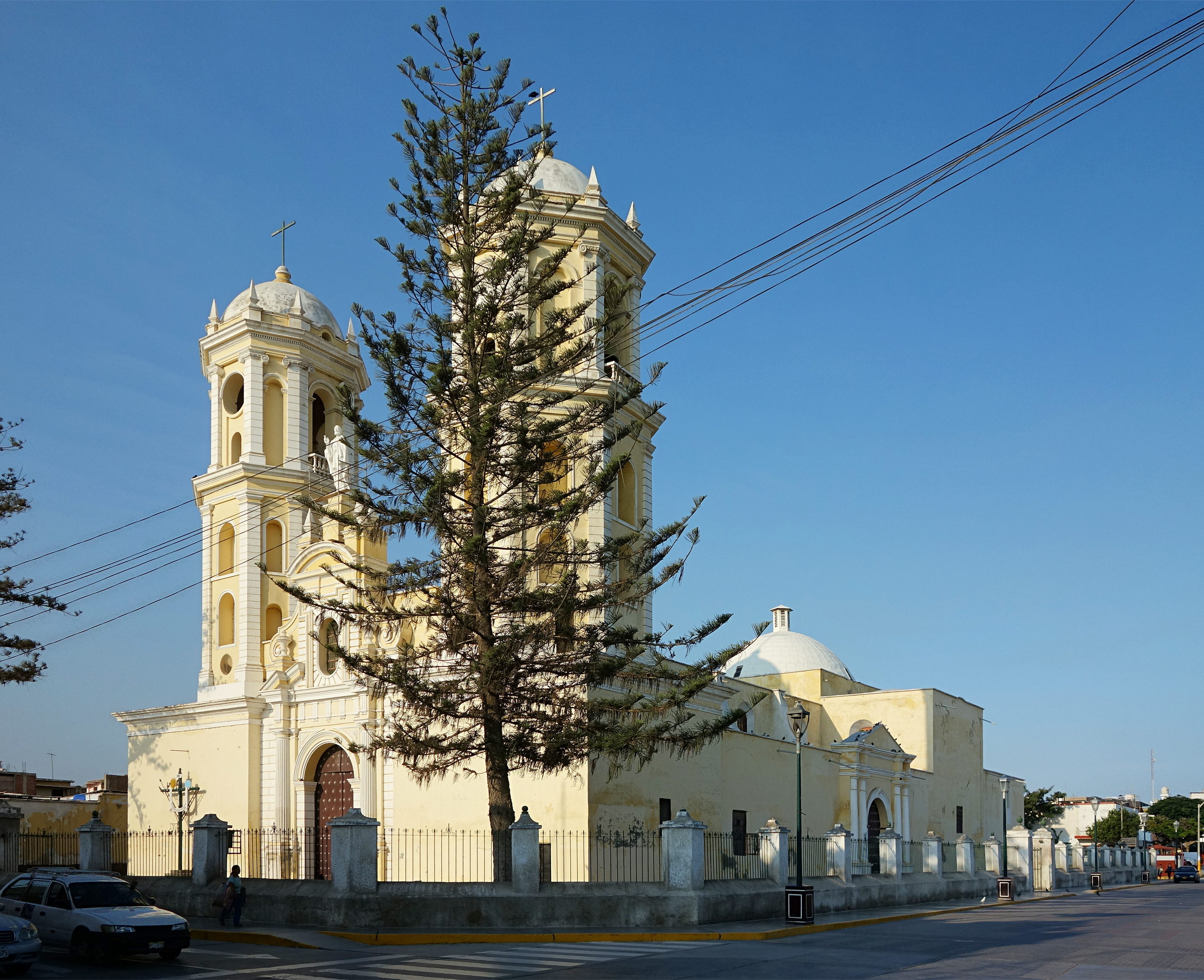
聖ペテロ教会

ランバイエケはペルーの北海岸にある都市。ランバイエケ県ランパイエケ郡の州都。シパン王墓博物館やブリューニング博物館など、ペルー国内で最も重要な博物館がいくつか存在し、ペドロルイスガロ国立大学の本拠地でもある。
サンペドロデランバイエケの名前で1553年に設立された。     

## 地名
800年ごろにランバイエケ文化（シカン文化）を興したとされる伝説上の神、ナイランプの一族である"ムチク・ランバイエケ"に由来している。 

## 歴史
リカルド・ミランダによれば、ランバイエケは1553年設立とされている。これは、当時この地に居住していたカシケのエフケンピサやスペイン人への配慮とも云われている。
16世紀半ば以降、ランパイエケという名前が当時の資料に登場する。 1720年になると、ザーニャを去った貴族がこの地に定住したことで、町として本格的に機能するようになる。
1820年12月27日、この地にてペルー最初の独立宣言が行われている。現在これは「ペルーの自由のゆりかご」と呼ばれ、また、「寛大で功績のある都市」の称号も授与された。
ランバイエケの歴史地区は、1989年1月12日に「RJ1 / 009-89-INC/J」によってペルーの歴史的遺産に認定された宣言された。
2022年1月、フンガ・トンガの噴火により発生した津波の影響で、2名が死亡した。

## 人口
2017年のXII人口調査、住宅のVIIおよび先住民コミュニティのIIIによると、ランパイエケの人口は71,425人であり、2020年の推定人口は79,845人である。

## 政治行政組織
州都であるランバイエケは、ランバイエケの州自治体によって統治されている。

### 市政
ランバイエケ市長は、民主的に選出される。任期は4年。2019年から2022年まで、アレクサンダー・ロドリゲス・アルバラドが市長を務めた。

### 管理部門
ランバイエケは、同じ名前の地区である1つの地区のみを対象としている。市域は、北はモロペ地区、北東はモチュミ地区、南はチクラーヨ市、南西はサンホセ地区とピメンテル地区に隣接している。

### メトロポリタン・プロジェクション
ランバイエケは、ランバイエケ県で2番目に大きな都市であり、北マクロ地域で最も重要な都市の1つである。チクラーヨ大都市圏を構成する12の地区の1つに当たる。

## 観光
ランバイエケは、シパン王墓博物館とブリューニング国立考古学博物館など、ランバイエケ文化の歴史とモチカ文化を知る上で重要な博物館が存在する。
またサンペドロ教会、2つの塔で際立っている国の文化遺産など、他にも観光客の多い場所がある。カーサ・モンジョイやカーサ・デスカルジなどの建築物が多いことでも知られる。
キング・コングと呼ばれる菓子が名物として知られている。現在はトルヒーリョで人気が高いが、発祥地はランパイエケである。

## 都市計画
市内には、プラザデ・アルマスやパスクアルサコオリベロスパークなどのいくつかの公園があり、アベニーダフアマチュコやパナメリカーナノルテなどの長い通りがある。ランバイエケには、市営のセザール・フローレス・マリゴルダ・スタジアムと、閉鎖されたエドゥアルドラカバレットコロシアムがある。

## 姉妹都市
チクラーヨ、ペルー

 フェレニャフェ、ペルー